# Round Lake (Antarktika)
Der Round Lake (englisch für Runder See) ist ein kleiner, nahezu kreisrunder See an der ostantarktischen Georg-V.-Küste. Er ist der westlichste der Seen am Kap Denison und liegt 200 m ostsüdöstlich der größten der Mawson’s Huts. 
Der australische Polarforscher Douglas Mawson benannte ihn im Zuge der Australasiatischen Antarktisexpedition (1911–1914). Die offizielle Anerkennung dieser Benennung erfolgte erst am 7. März 1991 durch das Antarctic Names Committee of Australia.